# Kulinowo
Kulinowo (deutsch Kulinowen, 1930 bis 1945 Waldesruh) ist ein kleiner Ort in der polnischen Woiwodschaft Ermland-Masuren und gehört zur Stadt- und Landgemeinde Mikołajki (Nikolaiken) im Powiat Mrągowski (Kreis Sensburg).

## Geographische Lage
Kulinowo liegt am Westufer des Nikolaiker Sees (polnisch Jezioro Mikołajskie) im Norden des Landschaftsschutzparks Masuren (polnisch: Mazurski Park Krajobrazowy) inmitten der Woiwodschaft Ermland-Masuren, 22 Kilometer südöstlich der Kreisstadt Mrągowo (deutsch Sensburg).

## Geschichte
Der nach 1785 Kullinowen und bis 1930 Kulinowen genannte kleine Gutsort wurde 1612 gegründet. 1910 zählte der im ostpreußischen Kreis Sensburg gelegene Gutsbezirk Kulinowen zehn Einwohner.
Aufgrund der Bestimmungen des Versailler Vertrags stimmte die Bevölkerung im Abstimmungsgebiet Allenstein, zu dem Kulinowen gehörte, am 11. Juli 1920 über die weitere staatliche Zugehörigkeit zu Ostpreußen (und damit zu Deutschland) oder den Anschluss an Polen ab. In kulinowen stimmten 20 Einwohner für den Verbleib bei Ostpreußen, auf Polen entfielen keine Stimmen.
Am 30. September 1928 wurde er in die Stadtgemeinde (ab 1934: Stadt) Nikolaiken eingegliedert und am 10. August 1930 in „Waldesruh“ umbenannt.
In Kriegsfolge kam der kleine Gutsort 1945 mit dem gesamten südlichen Ostpreußen zu Polen und erhielt die polnische Namensform „Kulinowo“. Heute ist er eine Ortschaft innerhalb der Stadt- und Landgemeinde Mikołajki (Nikolaiken) im Powiat Mrągowski (Kreis Sensburg), bis 1998 der Woiwodschaft Suwałki, seither der Woiwodschaft Ermland-Masuren zugeordnet.

## Kirche
Bis 1945 war Kulinowen resp. Waldesruh in die evangelische Pfarrkirche Nikolaiken in der Kirchenprovinz Ostpreußen der Kirche der Altpreußischen Union sowie in die katholische St.-Adalbert-Kirche Sensburg im Bistum Ermland eingepfarrt. Heute gehört Kulinowo in Bezug auf beide Konfessionen zu Mikołajki, jetzt allerdings in der Diözese Masuren der Evangelisch-Augsburgischen Kirche in Polen bzw. im Bistum Ełk in der polnischen katholischen Kirche gelegen.

## Verkehr
Kulinowo liegt abseits vom Verkehrsgeschehen an einer Nebenstraße, die von der Stadt Mikołajki nach hier führt. Eine Bahnanbindung besteht nicht.